# Ангстрем (лунный кратер)
Кратер Ангстрем (швед. Ångström) — маленький ударный кратер на границе между Океаном Бурь и Морем Дождей на видимой стороне Луны. Название дано в честь шведского ученого-астрофизика, одного из основателей спектрального анализа, Андерса Йонаса Ангстрема (1814—1874) и утверждено Международным астрономическим союзом в 1935 г.

## Описание кратера
Ближайшими соседями кратера являются кратеры Кригер и Волластон на западе; кратер Груйтуйзен на северо-востоке; кратер Делиль на востоке; кратер Диофант на востоке-юго-востоке и кратер Принц на юго-западе. На юге от кратера располагаются горы Харбингер, на востоке — гряда Бачера и гряды Аргана. Селенографические координаты центра кратера 29°54′ с. ш. 41°40′ з. д. / 29,9° с. ш. 41,67° з. д., диаметр 9,6 км, глубина 2 км.
Вал кратера имеет циркулярную чашеобразную форму. Высота вала над окружающей местностью составляет 330 м, объём кратера приблизительно 30 км³. По морфологическим признакам кратер относится к типу ALC (по названию типичного представителя этого класса — кратера Аль-Баттани C).

## Сателлитные кратеры
| Ангстрем | Координаты                                            | Диаметр, км |
| -------- | ----------------------------------------------------- | ----------- |
| A        | 30°55′ с. ш. 41°09′ з. д. / 30,92° с. ш. 41,15° з. д. | 5,7         |
| B        | 31°46′ с. ш. 44°11′ з. д. / 31,76° с. ш. 44,19° з. д. | 5,6         |